# Chemin de fer Kabalo-Kalemie
La ligne de chemin de fer Kabalo-Kalemie est une ligne de chemin de fer en République démocratique du Congo entre la gare de Kabalo et Kalemie sur le Lac Tanganyika. Sa longueur est de 273 km et elle est exploitée par la Société nationale des chemins de fer du Congo (SNCC). 

## Histoire
Les travaux de la voie débutèrent en 1912 et furent achevés en 1915 par la  Compagnie du Chemin de fer du Congo Supérieur aux Grands Lacs africains.
En 2004, la voie était uniquement destinée au trafic marchandises.